# Puya bravoi
Puya bravoi är en gräsväxtart som beskrevs av Aráoz och A.Grau. Puya bravoi ingår i släktet Puya och familjen Bromeliaceae. Inga underarter finns listade i Catalogue of Life.